# Diagrama d'Ishikawa

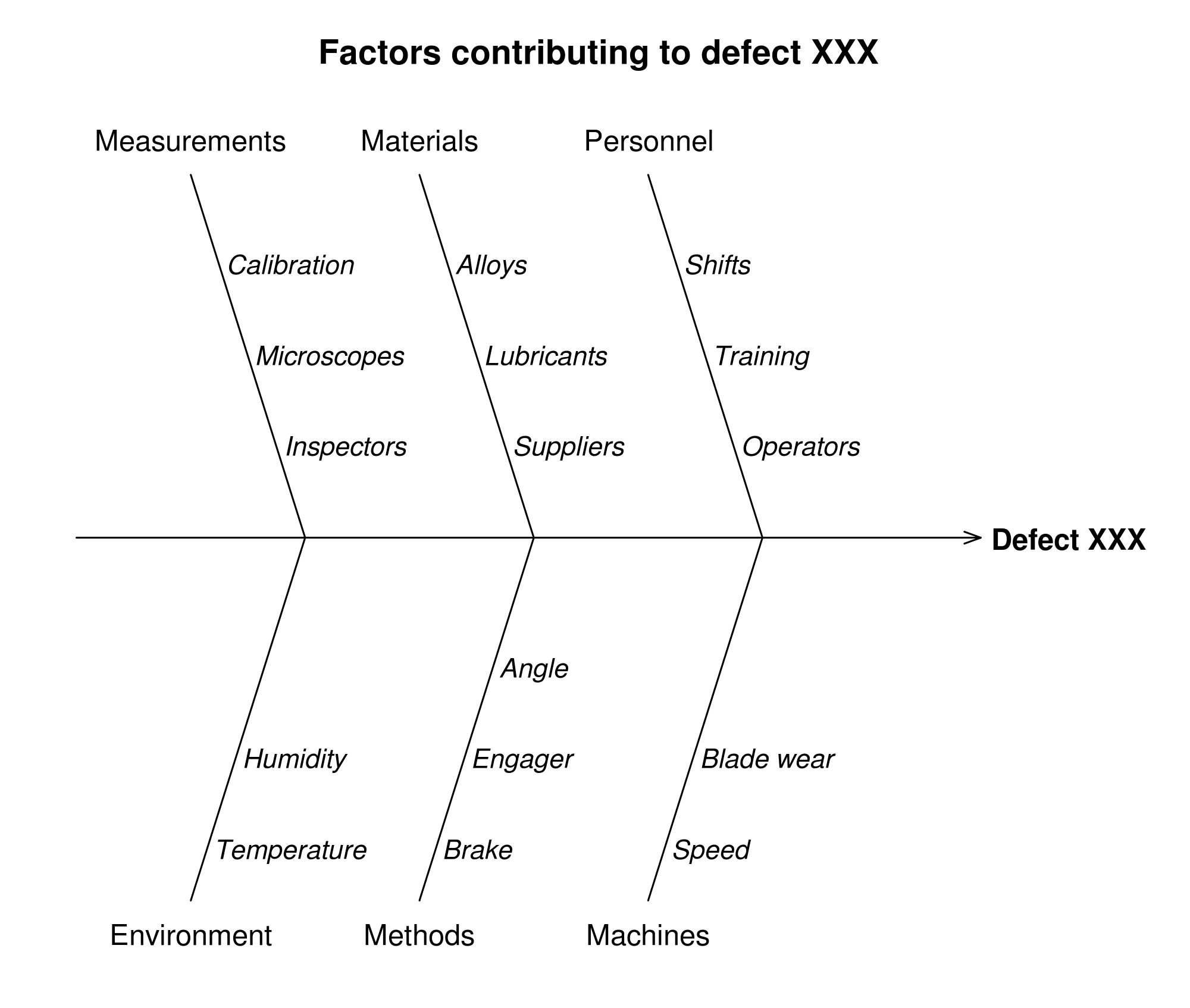
Exemple d'un diagrama d'Ishikawa, també anomenat d'espina de peix.

El diagrama d'Ishikawa també és anomenat d'espina de peix, causa-efecte, de Grandal o causal. Es tracta d'una de les eines que van sorgir al llarg del segle XX en àmbits com la indústria per facilitar l'anàlisi dels problemes. Kaoru Ishikawa el va concebre l'any 1943.
Aquest tipus de diagrama consisteix en una representació gràfica en la que s'hi pot veure de manera relacionada una espècie d'espina de peix central (una línia en el pla horitzontal) i la representació del problema a analitzar (ho trobem a la dreta).
El diagrama d'Ishikawa és la representació gràfica de les múltiples relacions de causa-efecte entre les diverses variables que intervenen en un procés. A la teoria general de sistemes, un diagrama causal mostra gràficament les entrades o inputs, el procés i les sortides o outputs d'un sistema amb la seva respectiva retroalimentació o feedback.

## Les causes en el diagrama
El problema analitzat pot venir de diferents àmbits com la salut, la qualitat dels productes, els fenòmens socials o històrics, etc. A l'eix horitzontal s'uneixen línies obliqües (com l'espina de peix) que representen les causes valorades. Alhora, cada una d'aquestes que representa una possible causa rep altres línies perpendiculars que representen les causes secundàries. Aquest tipus d'eina permet una anàlisi participativa mitjançant grups de millora a partir de tècniques com la pluja d'idees, sessions de creativitat, etc.
Les causes en el diagrama sovint es classifiquen en diferents grups. Alguns d'ells són els següents:

### Les 5 Ms (utilitzat en la indústria manufacturera)
Originari de l'eficiència productiva i del Sistema de Producció de Toyota, les 5 Ms són una de les grans infraestructures per analitzar les causes d'arrel:
- Machine o màquina (equipament, tecnologia)
- Method o procés
- Material (inclou matèria primera, consumibles i informació)
- Man power o treball físic
- Measurement o inspecció

Aquestes han estat ampliades per 3 més, que constitueixen les 8 Ms:
- Missió/ mare naturalesa (objectiu, medi ambient)
- Direcció/ poder del diners (lideratge)
- Manteniment[2]

### Les 8P (utilitzat en la indústria del màrqueting)
- Product o producte
- Price o preu
- Place o lloc
- Promotion o promoció
- People o persones
- Process o procés
- Physcal evidence o evidència física
- Packaging o embalatge

### Les 4S (utilitzat en la indústria dels serveis)
- Surroundings o voltants
- Suppliers o proveïdors
- Systems o sistemes
- Standard documenttion skills o habilitats de documentació estàndard

## El diagrama
Aquest diagrama té com a objectiu trencar i organitzar les causes d'un problema per deixar veure quins elements tenen més impacte. Ajuntar les causes significa que pots pensar sobre els diferents elements del problema independentemente del procés general. Una o dues d'aquestes causes tindrà un efecte major que d'altres i et permetrà arribar al nucli del problema. A més a més, aquesta estructura et permet abordar petites parts, les quals tindran un gran impacts en el problema. Mirant els elements del problema en canvi del procés, serà més fàcil trobar la solució més senzilla i el problema més mal·leable.
Després d'haver determinat la causa de l'arrel, s'han de prioritzar les causes per saber quina d'elles ha tingut el major efecte i posteriorment, centrar-se en aquesta. Per a poder prioritzar les causes i classificar-les per rellevància ens podem fer dues preguntes:
Quin grau de probabilitat té aquesta causa per ser la principal font del problema?
- V- molt probable
- S- mitjanament probable
- N- gens probable

Com de fàcil podria ser resoldre-ho o controlar-ho?
- V- molt fàcil
- S- mitjanament fàcil
- N- gens fàcil

Després d'haver respost aquestes dues preguntes juntes, hauríem de fixar-nos en la causa que tingui un resultat: VV, VS o SV.

## La construcció del diagrama
A l'hora de construir un diagrama d'Ishikawa sense cometre errors s'han de seguir unes instruccions i un mètode determinat:
1. S'ha de concretar quin serà el problema o "efecte" a solucionar. Es dibuixa una fletxa i es posa el tema a tractar al final de la mateixa.
2. Identificar les causes principals a través de fletxes secundàries que acaben a la fletxa principal. Es poden establir categories depenent de cada problema.
3. S'han d'identificar les causes secundàries a través de fletxes que acaben en les fletxes secundàries. Això es pot realitzar mitjançant una anàlisi de cada paràmetre, escrivint cada causa de forma concisa.
4. Es pot fer una assignació de la importància de cada factor. Es pot establir una rellevància de les causes principals per tractar unes abans que unes altres. A més, es pot afegir qualsevol altra informació que sigui d'utilitat per al procés i ajudi a la resolució del problema.
5. S'utilitzen 5 categories per a definir l'esquema d'Ishikawa: materials, equips, mètodes de treball, mà d'obra i medi ambient. Són conegudes com les 5M s.